# Elecciones parlamentarias de Dinamarca de 1994
Las elecciones parlamentarias de Dinamarca fueron realizadas el 21 de septiembre de 1994. La coalición conformada por los Socialdemócratas, el Partido Social Liberal y los Demócratas de Centro liderados por Poul Nyrup Rasmussen, permanecieron en el poder, a pesar de que los Demócratas Cristianos, quienes habían sido parte del gobierno, no lograron superar el umbral del 2% de los votos y perdieron los 4 escaños que mantenían. La participación electoral fue de un 84.3% en Dinamarca continental, un 62.3% en las Islas Feroe y un 56.7% en Groelandia.
Después de las anteriores elecciones, el primer ministro Poul Schlüter y su coalición conservadora dimitieron en enero de 1993 por un escándalo relacionado con los refugiados y Poul Nyrup Rasmussen sucedió a Schluter al frente de una coalición de centro-izquierda desde su partido los Social Demócratas (SD) que tenía una mayoría parlamentaria en ese momento. Los grupos de centroderecha habían estado en el poder desde 1982.
El 29 de agosto de 1994, la fecha de la elección estaba fijada para septiembre, es decir, tres meses antes de la fecha límite para la votación. Las cuestiones económicas dominaron el debate durante la corta campaña, ya que tanto la coalición gobernante como sus oponentes buscaron atribuirse los recientes desarrollos positivos en este campo: el crecimiento anual continuo en el producto nacional bruto (PNB), paralelo a una baja tasa de inflación y un decreciente déficit. Las dos partes discreparon sobre la cuestión del amplio sistema de bienestar de Dinamarca, con el Sr. Rasmussen comprometiéndose a reforzarlo y el Sr. Uffe Ellemann-Jensen, líder del Partido Liberal, abogando por recortes para reducir aún más el déficit. De hecho, esto último en general exigía una mayor moderación del gasto público para permitir impuestos más bajos y estimular un mayor crecimiento del sector privado.
El día de las elecciones, la coalición gobernante saliente, compuesta por SD, los social liberales (RV), los demócratas del centro (CD) y el Partido Popular Cristiano (KrF), perdió un total de 14 escaños, mientras que los liberales ganaron un número casi igual de escaños y se convirtieron en la segunda fuerza política en el Folketing. A pesar de este giro de los acontecimientos, el SD y sus aliados (menos el KrF) volvieron al poder, el primer ministro Rasmussen y su gabinete tomaron posesión el 26 de septiembre. Como este Gobierno minoritario controlaba pero 76 de los 179 escaños de Folketing (14 menos que la mayoría), necesitaría el apoyo de otros dos partidos de izquierda, incluida la Alianza Roji-Verde extremista, un grupo antieuropeo representado en el Parlamento por primera vez. En el otro extremo de la gama ideológica, el Partido del Progreso (FP) de extrema derecha y anti-extranjero obtuvo 11 escaños, pero sus polémicas políticas extremistas llevaron a criticar a Ellemann-Jensen durante la campaña cuando propuso que el grupo participa en una alianza gobernante derechista.

## Resultados
| Partido                     | Votos     | %         | Escaños   | +/–       |
| Dinamarca                   | Dinamarca | Dinamarca | Dinamarca | Dinamarca |
| --------------------------- | --------- | --------- | --------- | --------- |
| Socialdemócratas            | 1 150 048 | 34.56     | 62        | –7        |
| Venstre                     | 775 176   | 23.30     | 42        | +13       |
| Partido Popular Conservador | 499 845   | 15.02     | 27        | –3        |
| Partido Popular Socialista  | 242 398   | 7.28      | 13        | –2        |
| Partido del Progreso        | 214 057   | 6.43      | 11        | –1        |
| Partido Social Liberal      | 152 701   | 4.59      | 8         | +1        |
| Alianza Roji-Verde          | 104 701   | 3.15      | 6         | +6        |
| Demócratas de Centro        | 94 496    | 2.84      | 5         | –4        |
| Demócratas Cristianos       | 61 507    | 1.85      | 0         | –4        |
| Independientes              | 32 668    | 0.98      | 1         | +1        |
| Votos en blanco/nulos       | 33 040    | –         | –         | –         |
| Total                       | 3 360 637 | 100       | 175       | 0         |
| Islas Feroe                 |           |           |           |           |
| Partido Unionista           | 4 304     | 22.4      | 1         | +1        |
| Partido Popular             | 4 159     | 21.7      | 1         | ±0        |
| Partido de la Igualdad      | 3 729     | 19.4      | 0         | –1        |
| Sindicato de Trabajadores   | 3 118     | 16.3      | 0         | Nuevo     |
| República                   | 1 798     | 9.4       | 0         | ±0        |
| Partido del Autogobierno    | 469       | 2.4       | 0         | ±0        |
| Partido Popular Cristiano   | 467       | 2.4       | 0         | ±0        |
| Independientes              | 1 131     | 5.9       | 0         | Nuevo     |
| Votos en blanco/nulos       | 103       | –         | –         | –         |
| Total                       | 19 278    | 100       | 2         | 0         |
| Groenlandia                 |           |           |           |           |
| Atassut                     | 7 501     | 34.7      | 1         | ±0        |
| Partido de Centro           | 1 605     | 7.4       | 0         | Nuevo     |
| Independientes              | 12 489    | 57.8      | 1         | +1        |
| Votos en blanco/nulos       | 765       | –         | –         | –         |
| Total                       | 22 360    | 100       | 2         | 0         |
| Fuente: Nohlen & Stöver     |           |           |           |           |